# Der Besuch der alten Dame (Oper)
Der Besuch der alten Dame ist eine Oper in drei Akten von Gottfried von Einem.
Der Text stammt von Friedrich Dürrenmatt, das Stück spielt in Güllen, einer kleinen Stadt in Mitteleuropa im 20. Jahrhundert.

## Entstehungsgeschichte
Bereits im Jahre 1956 lernte Einem die Komödie Dürrenmatts kennen, aber erst elf Jahre später reifte sein Plan, den Stoff für eine Oper zu benutzen. Dürrenmatts Tragikomödie war inzwischen durch die Verfilmung aus dem Jahre 1964 in der Regie von Bernhard Wicki zu einem Erfolgsstück geworden. Der Librettist Boris Blacher, der bereits vorher die Libretti zu zwei Opern von Einem geschrieben hatte, begann im Jahre 1967 mit der Umarbeitung des Schauspiels. Ein Jahr später entschloss sich Dürrenmatt, die Überarbeitung des Stückes selbst und in enger Absprache mit Einem vorzunehmen, nachdem er Einem in Wien kennengelernt und sich mit seiner Musik vertraut gemacht hatte. Im Jahre 1970 waren die Arbeiten an Libretto und Komposition abgeschlossen.
Die Uraufführung fand am 23. Mai 1971 unter der Regie von Otto Schenk und unter der musikalischen Leitung von Horst Stein an der Wiener Staatsoper statt. Die Aufführung war mit Christa Ludwig (Claire Zachanassian), Eberhard Waechter (Alfred Ill), Hans Hotter (Lehrer) und Hans Beirer (Bürgermeister) prominent besetzt.

## Orchester
Pikkoloflöte, zwei Flöten, zwei Oboen, zwei Klarinetten, zwei Fagotte, vier Hörner, drei Trompeten, drei Posaunen, Tuba, Pauken, Tamburin, Becken, Militärtrommel, Rührtrommel, Große Trommel, TamTam, Gong, Triangel, Kuckucksmaschine, Gitarre, Streicher, Glocken in A, D und tief D, Bahnhofsglocke, Feuerglocke.

## Handlung
Auf dem Bahnhof von Güllen, einer kleinen heruntergekommenen deutschen Stadt, erwarten die Amtspersonen der Stadt die Ankunft von Claire Zachanassian, einer Stadtbewohnerin, die Güllen vor 45 Jahren verlassen hat und nun als Multimillionärin heimkehrt. Die Bürger hoffen auf ihre finanzielle Unterstützung, die sie durch die Überredungskraft ihres früheren Freundes Alfred Ill zu erhalten glauben. Ill ist Geschäftsmann in der Stadt, hat eine Familie und gilt als aussichtsreichster Kandidat für die nächste Bürgermeisterwahl.
Schließlich kommt Frau Zachanassian mit großem Gefolge in Güllen an. Sie ist eine alte Frau geworden, deren Arm und Bein durch diverse Unfälle verstümmelt sind, die jedoch von ihrem guten Gedächtnis nichts eingebüßt hat. Besonders erinnert sie sich daran, wie sie als Clara Wäscher Ills Geliebte war. Dieser hatte sie zugunsten eines Mädchens aus einer besser gestellten Familie sitzen gelassen als sie schwanger war. Sie landete als Prostituierte in Hamburg, wo sie den ersten von bisher sieben reichen Ehemännern traf. Sie sinnt auf Rache und bietet den Bewohnern des Städtchens ein Geschäft an: Sie gibt ihnen eine Milliarde, wenn sie Alfred Ill töten. Die Leute sind schockiert und lehnen ab.
Schließlich beginnen die Kunden in Ills Geschäft teure Sachen auf Kredit zu kaufen. Auch Ills Sohn hat sich ein Auto gekauft. Alfred erkennt die Zeichen und versucht zu fliehen, doch die Leute hindern ihn an der Flucht. Bei einer Bürgerversammlung im Stadttheater wird dann das Angebot von Frau Zachanassian angenommen. Alfreds Mitbürger töten ihn und Claire übergibt ihnen einen Scheck, nachdem sie die Leiche begutachtet hat. Mit einem Freudentanz der Bürger von Güllen endet die Oper.